# Gaven (film fra 2007)
 For alternative betydninger, se Gaven. (Se også artikler, som begynder med Gaven)
Gaven er en dansk kortfilm fra 2007 instrueret af Anna Goldblum Treiman.

## Handling
Efter at have fået barn har Cathrine mistet lysten til sex. Hun køber derfor sin mand et gavekort til en massageklinik. Men snart fortryder hun, og hun må på ny gøre op med sig selv, hvad hun er villig til at ofre for ægteskabet.

## Medvirkende
- Rikke Lylloff
- Morten Kirkskov
- Nukâka Coster-Waldau
- Alba Aggerholm